# 毛苌

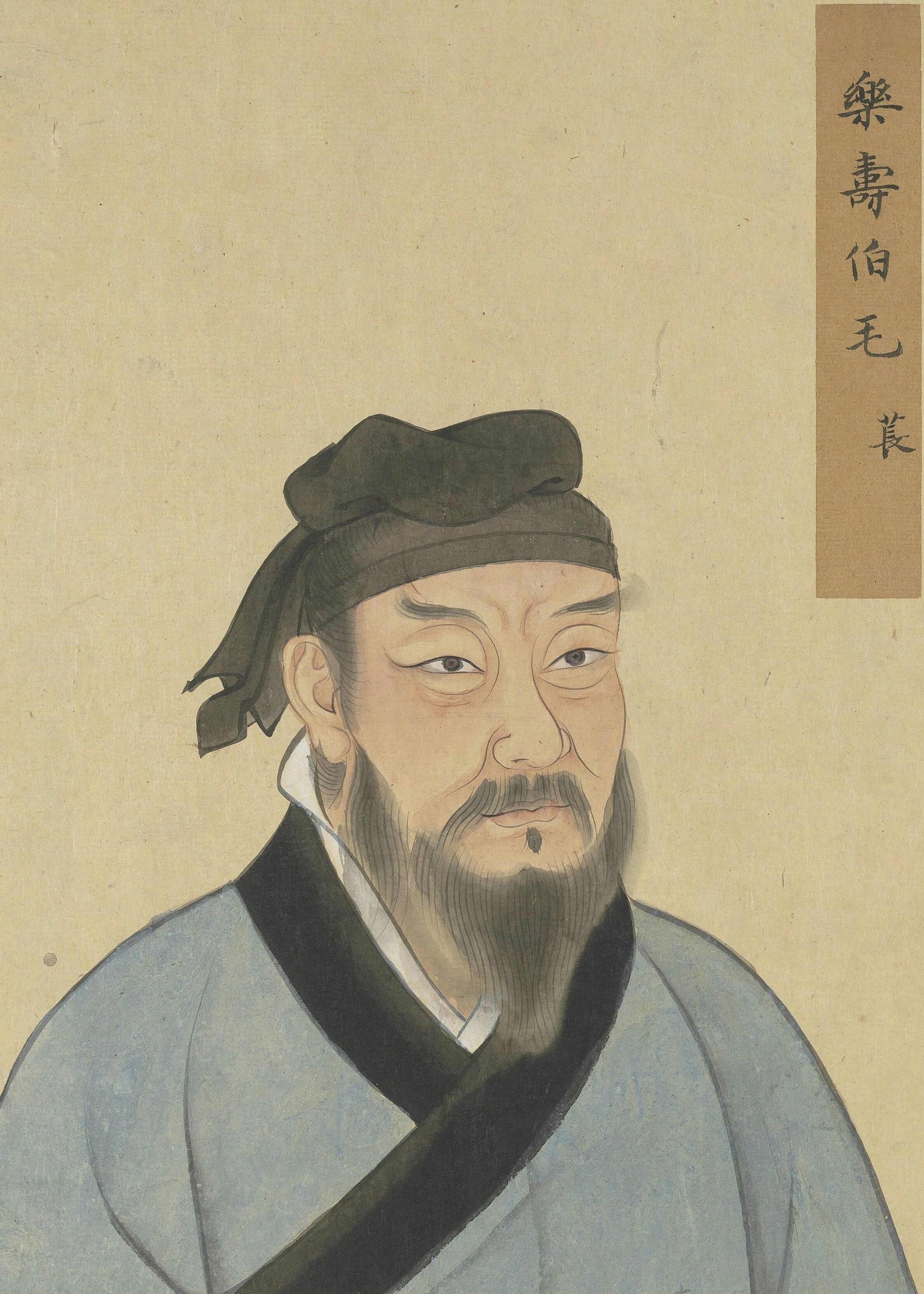
毛萇

毛萇（？—？），西漢趙（今河北邯鄲鸡泽县）人。長於《詩經》，師承自其叔毛亨，時人稱為「小毛公」，善演講，曾當過河間獻王劉德的《毛氏詩》博士，官至北海太守。其与毛亨共同采集注释的《诗经》也被称作《毛诗》。

## 主要成就
《詩經》是毛苌所传，所以又被称为毛诗，同时《詩經》是中国文学史上最早的诗歌总集。《汉书·艺文志》记载有毛诗29卷和毛诗故训传30卷流传于世。

## 埋葬地点
毛苌最后聘任河间太傅，所以死后未能葬归故里，埋在河间。世人成为毛公墓，又名毛公垒，位于今河北河间市三十里铺村北。“文革”期间墓冢被毁，2005年河间市人民政府重新修建。

## 纪念
河间市设有诗经村镇。

## 毛氏故里
毛苌的故里，在河北省邯郸市鸡泽县，2008年，中国毛氏研究会给河北鸡泽县颁发证书，确认邯郸鸡泽是毛遂故里，鸡泽以“毛”命名的只有这一个村—毛官营，这表示毛官营即毛遂故里得到确认。